# Premier League Bielorrussa de 2020
A Liga Bielorrussa de 2020 é a 30ª temporada do futebol de primeira linha na Bielorrússia . O Dynamo Brest é o atual campeão, tendo conquistado seu primeiro título. 
No final de março de 2020, era a única liga europeia de primeira divisão a ser contestada, pois todas as outras foram suspensas devido à pandemia de Coronavírus ; jogos eram disputados com multidões. Como resultado, isso levou a um aumento substancial da audiência de todo o mundo, devido à inatividade esportiva em outros lugares.   

## Equipes
A 15ª equipe da última temporada, Gomel, rebaixou-se para a Primeira Liga da Bielorrússia em 2020 . O Torpedo Minsk foi excluído da liga no meio da última temporada e não jogará em nenhuma liga em 2020. Gomel e Torpedo foram substituídos por duas melhores equipes da Primeira Liga da Bielorrússia de 2019 ( Belshina Bobruisk e Smolevichi ).  
O time de 14 lugares da última temporada ( Dnyapro Mogilev ) foi rebaixado depois de perder os playoffs de rebaixamento / promoção contra o time Rukh Brest, terceiro colocado da Primeira Liga, que foi promovido para substituir o Dnyapro. 
| Equipe        | Localização | Local             | Capacidade | Posição em 2019      |
| ------------- | ----------- | ----------------- | ---------- | -------------------- |
| BATE          | Borisov     | Borisov Arena     | 12.896     | 2º                   |
| Belshina      | Bobruisk    | Estádio Spartak   | 3.700      | 1ª ( Primeira Liga ) |
| Dinamo Brest  | Brest       | OSK Brestskiy     | 10.060     | 1º                   |
| Dinamo Minsk  | Minsk       | Estádio Dinamo    | 22.000     | 4º                   |
| Energetik-BGU | Minsk       | Estádio RCOR-BGU  | 1.500      | 12º                  |
| Gorodeya      | Gorodeya    | Estádio Gorodeya  | 1.625      | 7º                   |
| Isloch        | Minsk Raion | Estádio FC Minsk  | 3.000      | 5 ª                  |
| Minsk         | Minsk       | Estádio FC Minsk  | 3.000      | 10º                  |
| Neman         | Grodno      | Estádio Neman     | 8.500      | 9º                   |
| Rukh          | Brest       | Estádio Yunost    | 2.310      | 3ª ( Primeira Liga ) |
| Shakhtyor     | Soligorsk   | Estádio Stroitel  | 4.200      | 3º                   |
| Slavia        | Mozyr       | Estádio Yunost    | 5.300      | 8ª                   |
| Slutsk        | Slutsk      | Estádio da cidade | 1.896      | 11º                  |
| Smolevichi    | Smolevichi  | Estádio Ozyorny   | 1.600      | 2ª ( Primeira Liga ) |
| Torpedo-BelAZ | Zhodino     | Estádio Torpedo   | 3.020      | 6º                   |
| Vitebsk       | Vitebsk     | Vitebsky CSK      | 8.100      | 13º                  |

### Pessoal
| Team                  | Manager             | Captain             |
| --------------------- | ------------------- | ------------------- |
| BATE Borisov          | Kirill Alshevsky    | Ihar Stasevich      |
| Belshina Bobruisk     | Eduard Gradoboyev   | Sergey Turanok      |
| Dynamo Brest          | Syarhey Kavalchuk   | Aleh Veratsila      |
| Dinamo Minsk          | Sergei Gurenko      | Edhar Alyakhnovich  |
| Energetik-BGU         | Vladimir Belyavskiy | Aleksey Nosko       |
| Gorodeya              | Oleg Radushko       | Kiril Pavlyuchek    |
| Isloch Minsk Raion    | Vitaly Zhukovsky    | Dzmitry Kamarowski  |
| Minsk                 | Andrey Razin        | Syarhey Vyeramko    |
| Neman Grodno          | Igor Kovalevich     | Valery Zhukowski    |
| Rukh Brest            | Aleksandr Sednyov   | Sergey Tikhonovsky  |
| Shakhtyor Soligorsk   | Yuriy Vernydub      | Alyaksandr Hutar    |
| Slavia Mozyr          | Mihail Martsinovich | Dzyanis Kavalewski  |
| Slutsk                | Vitaliy Pavlov      | Igor Bobko          |
| Smolevichi            | Aleksandr Brazevich | Eduard Zhevnerov    |
| Torpedo-BelAZ Zhodino | Yuri Puntus         | Andrey Khachaturyan |
| Vitebsk               | Sergey Yasinsky     | Artsyom Skitaw      |

## Tabela do Campeonato
| Pos | Team                  | Pld | W | D | L | GF | GA | GD | Pts | Qualification or relegation                                            |
| --- | --------------------- | --- | - | - | - | -- | -- | -- | --- | ---------------------------------------------------------------------- |
| 1   | Torpedo-BelAZ Zhodino | 4   | 3 | 0 | 1 | 4  | 2  | +2 | 9   | Qualification for the Champions League first qualifying round          |
| 2   | Energetik-BGU Minsk   | 4   | 3 | 0 | 1 | 6  | 3  | +3 | 9   | Qualification for the Europa Conference League second qualifying round |
| 3   | Slavia Mozyr          | 4   | 2 | 1 | 1 | 5  | 5  | 0  | 7   | Qualification for the Europa Conference League second qualifying round |
| 4   | Dynamo Brest          | 4   | 2 | 1 | 1 | 6  | 4  | +2 | 7   |                                                                        |
| 5   | Slutsk                | 4   | 2 | 1 | 1 | 7  | 5  | +2 | 7   |                                                                        |
| 6   | Vitebsk               | 4   | 2 | 1 | 1 | 3  | 3  | 0  | 7   |                                                                        |
| 7   | BATE Borisov          | 4   | 2 | 0 | 2 | 6  | 5  | +1 | 6   |                                                                        |
| 8   | Isloch Minsk Raion    | 4   | 2 | 0 | 2 | 5  | 6  | −1 | 6   |                                                                        |
| 9   | Gorodeya              | 4   | 2 | 0 | 2 | 2  | 3  | −1 | 6   |                                                                        |
| 10  | Minsk                 | 4   | 2 | 0 | 2 | 6  | 8  | −2 | 6   |                                                                        |
| 11  | Neman Grodno          | 4   | 1 | 2 | 1 | 3  | 2  | +1 | 5   |                                                                        |
| 12  | Shakhtyor Soligorsk   | 4   | 1 | 2 | 1 | 2  | 1  | +1 | 5   |                                                                        |
| 13  | Rukh Brest            | 4   | 1 | 1 | 2 | 1  | 2  | −1 | 4   |                                                                        |
| 14  | Dinamo Minsk          | 4   | 1 | 0 | 3 | 4  | 5  | −1 | 3   | Qualification to relegation play-offs                                  |
| 15  | Smolevichi            | 4   | 0 | 2 | 2 | 1  | 3  | −2 | 2   | Relegation to the Belarusian First League                              |
| 16  | Belshina Bobruisk     | 4   | 0 | 1 | 3 | 2  | 6  | −4 | 1   | Relegation to the Belarusian First League                              |

1. 1 2  Head-to-head points: Torpedo-BelAZ Zhodino 3pts, Energetik-BGU Minsk 0pts.
2. 1 2 3 4  Head-to-head (GD): Slavia Mozyr 3pts (+1), Dynamo Brest 3pts (0), Slutsk 1pts (-1), Vitebsk 1pts (0).
3. 1 2 3 4  Head-to-head (GD): BATE Borisov 3pts (+3), Isloch Minsk Raion 0pts (0), Gorodeya 0pts (0), Minsk 0pts (-3).

## Calendário e resultados
Cada time joga em casa e fora uma vez contra todos os outros times, num total de 30 partidas disputadas cada. 

## Estatísticas da temporada

### Melhores marcadores
- Atualizado até match(es) played 13 April 2020

| Classificação | Marcador                                | Equipe                | Metas |
| ------------- | --------------------------------------- | --------------------- | ----- |
| 1             | ligação=\|borda Jasurbek Yakhshiboev    | Energetik-BGU Minsk   | 3     |
| 2             | ligação=\|borda Andrey Chukhley         | Slavia Mozyr          | 2     |
| 2             | ligação=\|borda Stanislaw Drahun        | BATE Borisov          | 2     |
| 2             | ligação=\|borda Gaby Kiki               | Dynamo Brest          | 2     |
| 2             | ligação=\|borda Gegam Kadimyan          | Neman Grodno          | 2     |
| 2             | ligação=\|borda Uladzimir Khvashchynski | Minsk                 | 2     |
| 2             | ligação=\|borda Souleymane Koanda       | Slutsk                | 2     |
| 2             | ligação=\|borda Leonid Kovel            | Belshina Bobruisk     | 2     |
| 2             | ligação=\|borda Alyaksandr Makas        | Isloch Minsk Raion    | 2     |
| 2             | ligação=\|borda Nikita Melnikov         | Slavia Mozyr          | 2     |
| 2             | ligação=\|borda Artem Milevskiy         | Dynamo Brest          | 2     |
| 2             | ligação=\|borda Gabriel Ramos           | Torpedo-BelAZ Zhodino | 2     |
| 2             | ligação=\|borda Artyom Serdyuk          | Slutsk                | 2     |
| 2             | ligação=\|borda Momo Yansane            | Isloch Minsk Raion    | 2     |

### Disciplinar
- Mais cartões amarelos: 3
  - ligação=|borda Ilya Rashchenya ( Smolevichi )
  - ligação=|borda Syarhey Palitsevich ( Shakhtyor Soligorsk )

- Mais cartões vermelhos: 1
  - ligação=|borda Marat Burayev ( Slutsk )
  - ligação=|borda Daniil Chalov ( Vitebsk )
  - ligação=|borda Danilo ( Dínamo de Minsk )
  - ligação=|borda Miha Goropevšek ( Dínamo de Minsk )
  - ligação=|borda Maksym Kalenchuk ( Vitebsk )
  - ligação=|borda Zoran Marušić ( Neman Grodno )
  - ligação=|borda Hayk Mosakhanian ( Energetik-BGU )
  - ligação=|borda Igor Tymonyuk ( Slavia Mozyr )